# Кочедыжник
Кочеды́жник (лат. Athýrium) — род травянистых папоротников семейства Кочедыжниковые (Кочедыжниковые).
Растения этого рода широко распространены в Северном полушарии, многие виды, гибриды и искусственно выведенные сорта кочедыжника нашли своё место в садовом и парковом озеленении.

## Название
Русское название рода «кочедыжник» происходит от старославянского слова «кочедыга», большой корявый корень или корневище. Это название весь род получил благодаря прежде всего кочедыжнику женскому, кочедыга которого издавна имела ритуальное значение.

## Общая характеристика
Род Кочедыжник включает в себя как весьма крупные (до полутора—двух метров высотой), так и довольно небольшие (15—20 см) наземные лесные (иногда горные) папоротники с длинными ползучими и короткими прямостоячими корневищами.
Листья от ланцетных до широко треугольных, почти всегда ажурные дважды или трижды непарноперистые.
Сорусы расположены не парами вдоль проводящей жилки листа (как у близкого рода Щитовник), а поодиночке, вдоль проводящей жилки листа. Они продолговатые или изгибающиеся, часто загнутые в виде подковы или крючка. Сорусы округлой формы встречаются реже, в основном, их можно обнаружить у мелкоперистых или мелколистных видов.

## Таксономическое положение
Некоторые источники относят этот род к другим семействам, например Многоножковые (Polypodiaceae Bercht. & J.Presl) или Асплениевые (Aspleniaceae A.B.Frank) порядка Циатейные (Cyatheales). В других источниках, зачастую, используется синонимичные названия семейства, например: Кочедыжниковые (Athyriaceae Alston), Вудсиевые (Woodsiaceae Herter) и даже не действительное в современной номенклатуре Aspidiaceae A.B.Frank, nom. inval..
Ряд крупнолистных лесных видов папоротников, относимых в настоящее к роду Асплениум (Asplenium) или Щитовник (Dryopteris), ранее включали в род Кочедыжник.

## Виды
Род включает в себя более 200 видов наземных, главным образом, лесных папоротников, распространённых в умеренном и субтропическом климатическом поясе Северного полушария. Только несколько видов кочедыжника встречаются в тропиках. На территории России встречается более десяти видов кочедыжника, все они имеют незимующие листья, период стагнации[неизвестный термин] переживает только корневище папоротника.
Некоторые из видов:
- Athyrium americanum (Butters) Maxon — Кочедыжник американский
- Athyrium crenulatoserrulatum Makino — Кочедыжник городчато-пильчатый (syn. Кочедыжник южно-уссурийский (Athyrium austro-ussuriense (Kom.) Fomin)) — вид с толстым ползучим корневищем, родом из лиственных и смешанных лесов Уссурийского края, а также Японии и Китая.
- Athyrium crenatum (Sommerf.) Rupr. — Кочедыжник городчатый — Родина этого вида — север Европы, Сибирь и юг Дальнего Востока. В природе чаще всего растёт по тенистым хвойным и смешанным лесам, доходя на севере до таёжных районов Сибири. По внешнему виду слегка напоминает тропические папоротники рода Даваллия. Корневища длинные, ползучие, листья мелкоперистые.
- Athyrium distentifolium Tausch ex Opiz — Кочедыжник расставленнолистный (syn. Кочедыжник альпийский (Athyrium alpestre Milde)) — один из самых морозостойких видов. Имеет очень широкий ареал, произрастает в Северной и Средней Европе, Сибири и на севере Северной Америки (Канада, Аляска) в таёжных и горных районах, доходя до тундры и альпийского пояса. Это довольно компактные растения с короткими ползучими корневищами.
- Athyrium filix-femina (L.) Roth ex Mert — Кочедыжник женский — самый известный и распространённый вид рода Кочедыжник.
- Athyrium grammitoides (C.Presl) Milde
- Athyrium microphyllum (J.Sm.) Alston — Кочедыжник мелколистный
- Athyrium brevisorum (устаревшее название: Кочедыжник японский (Athyrium niponicum (Mett.)) Hance) — очень популярный у садоводов вид, имеющий несколько высокодекоративных сортов. Растёт в горных лесах Японии, Кореи и Китая. Это низкорослые растения (высотой до 30 см) с короткими толстыми корневищами и треугольными дважды перистыми листьями, собранными в розетку. Каждый лист как бы покрыт лиловыми и серыми брызгами краски и пятнами с мольберта художника, а черешки имеют окраску от коричневых до красноватых.
- Athyrium flexile Tausch ex Opiz
- Athyrium otophorum (Miq.) Koidz.
- Athyrium pterorachis Christ — Кочедыжник крылатый — родом из лиственных и смешанных лесов Дальнего Востока, Японии и Китая. Крупные растения до 1,5 м высотой с коротким корневищем и розеткой широколанцетных мелкоперистых листев. Ось листа в верхней части несёт как бы крыло (или ребро жёсткости), за что вид и получил своё название.
- Athyrium rubripes (Kom.) Kom. — Кочедыжник красноногий (syn. Кочедыжник китайский (Athyrium sinense Rupr.)) — растёт в лесах, кустарниках и по лесным опушкам на юге Дальнего Востока, а также в Монголии, Японии и Китае. Высокие растения (до 120—140 см) с коротким и толстым корневищем и почти прямостоячими ланцетными дваждыперистыми листьями, собранными в розетку. Листовые черешки до 1,5 м длиной, от розовых и фиолетовых до коричнево-бордовых, что и дало название этому виду.
- Athyrium spinulosum (Maxim.) Milde — Кочедыжник игольчатый, или Кочедыжник острозубчатый — растёт по смешанным и лиственным лесам на юге Дальнего Востока, а также в умеренных зонах Японии и Китая. Это вид имеет длинное ползучее корневище и листья, расположенные поодиночке, наподобие того как это можно наблюдать у папоротника орляка. Довольно крупный вид, листья до 1 м высотой.
- Athyrium yokoscense (Franch. & Sav.) Christ — Кочедыжник йоксуйский[3] — лесной вид, растёт часто в кустарнике или среди зарослей трав, порой встречается на болотах. Распространён на юге Дальнего Востока России и в Японии.

## Сорта
- Athyrium 'Ghost'